# Гейдаров, Назар Гейдар оглы
Назар Гейдар оглы Гейдаров (29 марта 1896, Гюрджюлю, Елизаветпольская губерния — 30 декабря 1968, Баку) — советский азербайджанский государственный деятель, Председатель Президиума Верховного Совета Азербайджанской ССР (1949—1954).

## Биография
Член РКП(б) с 1918 г. Учился в Промышленной академии имени И. В. Сталина, в Московском нефтяном институте.
- 1920 г. — председатель Кубатлинского революционного комитета,
- 1921—1923 гг. — секретарь Кубатлинского уездного комитета КП(б) Азербайджана, председатель исполнительного комитета Кубатлинского уездного Совета, инструктор ЦК КП(б) Азербайджана,
- 1924—1926 гг. — председатель исполнительного комитета Агдашского уездного Совета,
- 1926—1928 гг. — заместитель председателя исполнительного комитета Областного Совета Нагорно-Карабахской автономной области,
- 1931—1949 гг. — директор нефтяного промысла имени В. М. Молотова, председатель Правления треста «Азизбековнефть», «Азтехснабнефть», начальник объединения «Азнефть», председатель Правления треста «Кировабаднефть»,
- 1949—1954 гг. — председатель Президиума Верховного Совета Азербайджанской ССР.

Депутат Верховного Совета СССР 3 созыва.

## Награды и звания
Награждён орденами Ленина и Трудового Красного Знамени.